# TLC: Tables, Ladders & Chairs 2009
TLC: Tables, Ladders & Chairs 2009 was een professioneel worstel-pay-per-viewevenement georganiseerd door World Wrestling Entertainment (WWE). Dit evenement was de eerste editie van TLC: Tables, Ladders & Chairs en vond plaats in het AT&T Center in San Antonio (Texas) op 13 december 2009. Het thema rond dit evenement is dat (bijna) alle wedstrijden gevoerd worden door gebruik te maken van tafels, ladders en stoelen.

## Matchen
| Nr.                                                                          | Match                                                                                                 | Winnaar(s)          |
| ---------------------------------------------------------------------------- | --- | ------------------- |
| 1                                                                            | Christian (c) vs. Shelton Benjamin in een Ladder match voor het ECW Championship                      | Christian (c)       |
| 2                                                                            | John Morrison (c) vs. Drew McIntyre in een een-op-eenmatch voor het WWE Intercontinental Championship | Drew McIntyre (nc)  |
| 3                                                                            | Michelle McCool (c) vs. Mickie James in een een-op-eenmatch voor het WWE Women's Championship         | Michelle McCool (c) |
| 4                                                                            | John Cena (c) vs. Sheamus in een Tables match voor het WWE Championship                               | Sheamus (nc)        |
| 5                                                                            | The Undertaker (c) vs. Batista in een Chairs match voor het WWE World Heavyweight Championship        | The Undertaker (c)  |
| 6                                                                            | Kofi Kingston vs. Randy Orton in een een-op-eenmatch                                                  | Randy Orton         |
| 7                                                                            | Jeri-Show (c) vs. D-Generation X in een tag team match voor het Unified WWE Tag Team Championship     | D-Generation X (nc) |
| (c) huidige kampioen voor en na de match \| (nc) nieuwe kampioen na de match | |                     |